# Гать (водохранилище)
Гать (бел. Гаць) — водохранилище на территории биологического заказника Барановичский в Барановичском районе Брестской области Беларуси, 22 км от г. Барановичи, 5 км от д. Лесная, 1 от д. Тартаки возле д. Яжона.
Создано в 1934 году для энергетических целей.

## Физико-географическая характеристика
Бассейн реки Лохозва. Проточное. Берега пологие, сильно изрезаны, покрыты лесом. Дно торфяное и покрытое илом. Колебание уровня 0,6 м. Средний многогодовой сток 32 млн м³.
- Площадь — 1,26 км².
- Максимальная глубина — 4,7 м.
- Длина — 3,1 км
- Наибольшая ширина — 0,7 км.
- Объём воды — 3,15 млн м³.
- Площадь водосбора — 249 км²[1].

Популярное место отдыха и рыболовства. Вблизи расположены живописные лесные массивы, зона отдыха Лесная (база отдыха «Сосновый Берег», турбаза «Лесное озеро», лагеря отдыха, охотничье-рыболовная база).